# Michele Trefogli
Michele Trefogli (Torricella-Taverne, 10 ottobre 1838 – Lima, 1928) è stato un architetto svizzero naturalizzato peruviano, la cui carriera è avvenuta per la maggior parte in Perù.

## Biografia

### Primi anni
Nacque a Torricella, Ticino, distretto di Lugano. Fu figlio di Marco Antonio Trefogli e Luigia Albertolli, mentre i suoi fratelli furono il pittore Bernardo Trefogli, l'architetto e ingegnere Paolo Trefogli e il commerciante Camillo Trefogli. Dopo aver frequentato le scuole del suo paese con grande successo, come dimostrato da un certificato rilasciato dal Direzione Cantonale dell'Educazione Pubblica in data 7 febbraio 1856 relativa ad un primo premio assegnato alla Scuola di disegno di Tesserete, si iscrive all'Accademia di Brera dove studiò architettura negli anni 1855-1860. Conseguì diversi premi, alcuni dei quali consegnati dal governatore della Lombardia, Massimiliano d'Asburgo, che in seguito divenne imperatore del Messico. I suoi studi presso l'Accademia coincisero con le guerre d'indipendenza italiane. Dopo la battaglia di Solferino e San Martino e quella di Magenta vide entrare a Milano il famoso Maresciallo Patrice de Mac-Mahon. Partecipò ad un banchetto a Milano in onore di Napoleone III, imperatore di Francia.
Il direttore dell'Accademia di Brera l'11 agosto 1859 scrisse una lettera, congratulandolo a nome di tutta la facoltà per il primo premio vinto, esprimendo rammarico per il fatto di non poterlo premiare poiché all'Accademia mancano i fondi necessari. Non poté ottenere il suo diploma, ma ottenne un certificato da uno dei suoi insegnanti, il signor Gaetano Besi, che in data 14 maggio 1860 dichiarò aveva compiuto gli studi teorico-partici sotto la sua guida durante gli anni 1855-1860. Questo certificato è firmato dal segretario dell'Accademia.
Ebbe successi in Italia per il suo genio costruttivo, poi con il passaporto № 3.297 rilasciato a Lugano il 18 maggio 1860 s'imbarcò a Le Havre, il 30 maggio 1860 giunse a Southampton il 2 giugno per arrivare il 3 luglio dello stesso anno a Callao. in quei giorni si poteva fare il viaggio dall'Europa al Perù in 31 giorni attraversando l'istmo di Panama. Il passaporto che gli servì per curare gli interessi della Svizzera in Perù , per cui dovette legalizzare il suo passaporto da parte del Ministero degli Affari Esteri del Perù, in data 20 luglio 1880, anno in cui il Perù era in guerra con il Cile.

### Attività in Perù

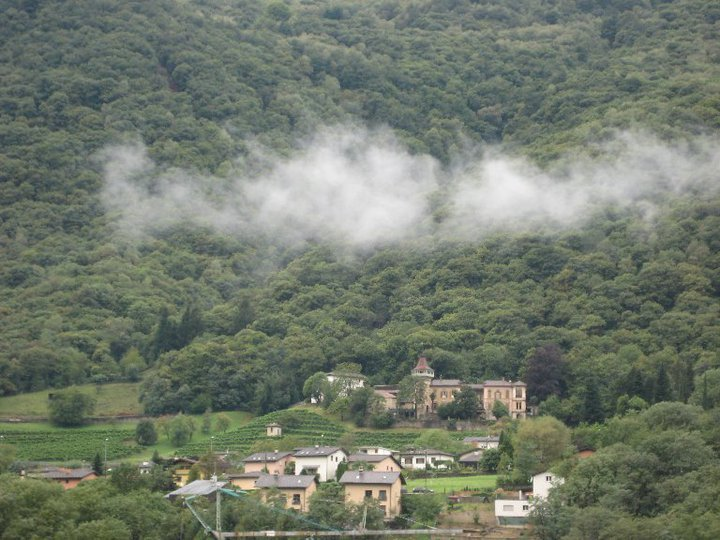
Il castello Trefogli a Torricella

Arrivato a Lima, venne incaricato della costruzione del penitenziario come fonte di posti di lavoro. Il 28 gennaio 1862, il secondo anno del suo soggiorno a Lima, fu nominato architetto di Stato durante il governo di Ramón Castilla ed è firmato da Felipe Paz Soldan, allora direttore generale dei Lavori Pubblici. Sotto la direzione immediata di Felipe Paz Soldan raccolse dati per creare una mappa del Perù e delle sue infrastrutture. Nel 1863 per ordine dei direttori della Banca del Perù progettò e diresse la costruzione della banca. Allo stesso tempo, costruì la casa dei Conti di Goyoneche, così come quella dell'arcivescovo di Lima, fratello del conte di Goyoneche.
Nel 1865 realizzò la ristrutturazione del Palazzo del Governo sotto il Vice Presidente, il generale Pezet. Progettò le grandi finestre nel palazzo del governo. Negli stessi anni diresse il rinnovo del Collegio di San Carlos, la Facoltà di Medicina attuale della Universidad Nacional Mayor de San Marcos. Il 16 settembre 1869 la Charity Society lo nominò come suo architetto e subito dopo fu altresì nominato architetto del comune; in tale veste fondò la sezione dei lavori pubblici del comune e fu il primo capo sotto il sindaco Denegri. Creò la valutazione tecnica, preparandone con tre altri partner i rispettivi regolamenti. Come architetto della Carità dal 1870 eresse tutte le fattorie della società, tra cui l'ospedale Dos de Mayo e la Casa della Carità a Divorziato Street (ora Plaza Francia).
Come un architetto costruì le case private delle principali famiglie, come Paz Soldan, Varela, Montero, Tudela, ecc. Per incarico del governo modificò sostanzialmente la Biblioteca Nazionale. Fu anche assunto specificamente dal Presidente Castilla per costruire la casa di Lima Post.
In Perù trascorse la sua vita come un lavoratore instancabile e artista, attivo nella colonia svizzera e presiedendo la Carità nel 1889. Non dimenticò mai la sua patria e donò al comune di Torricella i fondi per un asilo moderno. Morì a Lima a novanta anni nel 1928, quando aveva in programma un altro viaggio di ritorno nel Canton Ticino. Venne tumulato nel cimitero Presbítero Maestro.

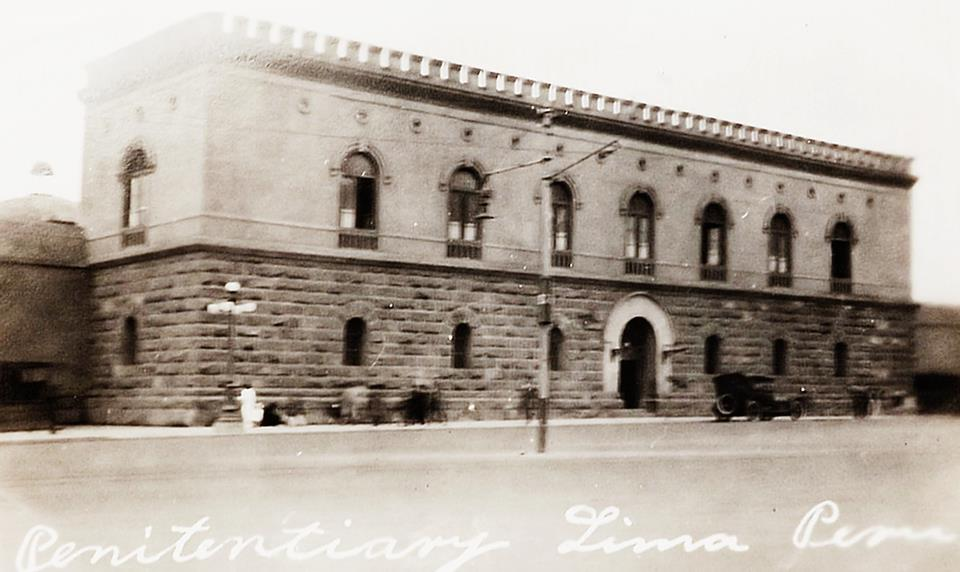
Penitenciaria de Lima - Perú